# فولکس‌واگن تالاگون
فولکس واگن تالاگون یک کراس‌اوور سایز بزرگ است که توسط خودروساز آلمانی فولکس‌واگن از طریق فاو-فولکس‌واگن در چین از سال ۲۰۲۱ تولید می‌شود. این بزرگترین خودروی شاسی‌بلند تولید شده توسط شرکت فولکس واگن است.

## بررسی اجمالی

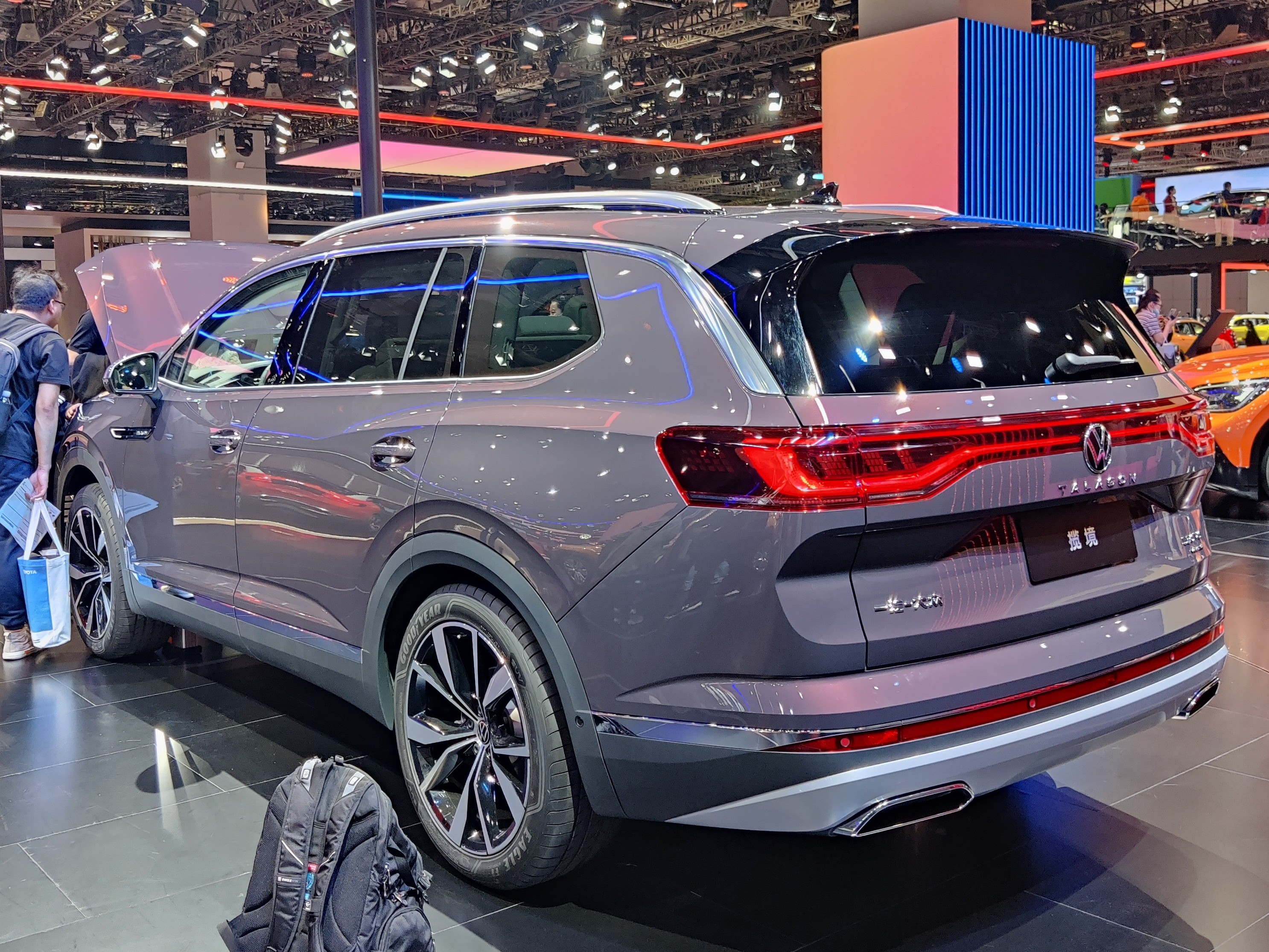
نمای عقب

تالاگون در ابتدا در آوریل ۲۰۱۹ به عنوان یک خودروی مفهومی پیش نمایش شد. نسخه تولیدی آن در آوریل ۲۰۲۱ در اتوشانگهای رونمایی شد. این خودرو بر اساس پلت فرم MQB ماژولار طراحی شده‌است.

### سیستم انتقال قدرت
این خودرو دارای یک موتور ۲٫۰ لیتری توربوشارژ است که می‌تواند ۱۸۶ اسب بخار متری (۱۸۳ اسب بخار؛ ۱۳۷ کیلووات) و ۲۲۰ اسب بخار متری (۲۱۷ اسب بخار؛ ۱۶۲ کیلووات) تولید کند.تالاگون مجهز به یک گیربکس ۷ سرعته است.
| موتورهای بنزینی       | موتورهای بنزینی                           | موتورهای بنزینی | موتورهای بنزینی                               | موتورهای بنزینی              | موتورهای بنزینی |
| مدل                   | حجم                                       | کد              | قدرت                                          | گشتاور                       | انتقال          |
| --------------------- | ----------------------------------------- | --------------- | --------------------------------------------- | ---------------------------- | --------------- |
| ۲٫۰ '۳۳۰ توربوشارژر ' | ۱٬۹۸۴ سانتی‌متر مکعب (۱۲۱٫۱ اینچ مکعب) I4  | EA888 (DPL)     | ۱۸۶ اسب بخار متری (۱۸۳ اسب بخار؛ ۱۳۷ کیلووات) | ۳۲۰ نیوتن متر (۲۳۶ پوند-فوت) | DSG 7 سرعته     |
| 2.0 '380 TSI'         | ۱٬۹۸۴ سانتی‌متر مکعب (۱۲۱٫۱ اینچ مکعب) I4  | EA888 (DKX)     | ۲۲۰ اسب بخار متری (۲۱۷ اسب بخار؛ ۱۶۲ کیلووات) | ۳۵۰ نیوتن متر (۲۵۸ پوند-فوت) | DSG 7 سرعته     |
| 2.5 "530 V6"          | ۲٬۴۹۲ سانتی‌متر مکعب (۱۵۲٫۱ اینچ مکعب) VR6 | EA390 (DPK/DDK) | ۲۹۹ اسب بخار متری (۲۹۵ اسب بخار؛ ۲۲۰ کیلووات) | ۵۰۰ نیوتن متر (۳۶۹ پوند-فوت) | DSG 7 سرعته     |